# Добро

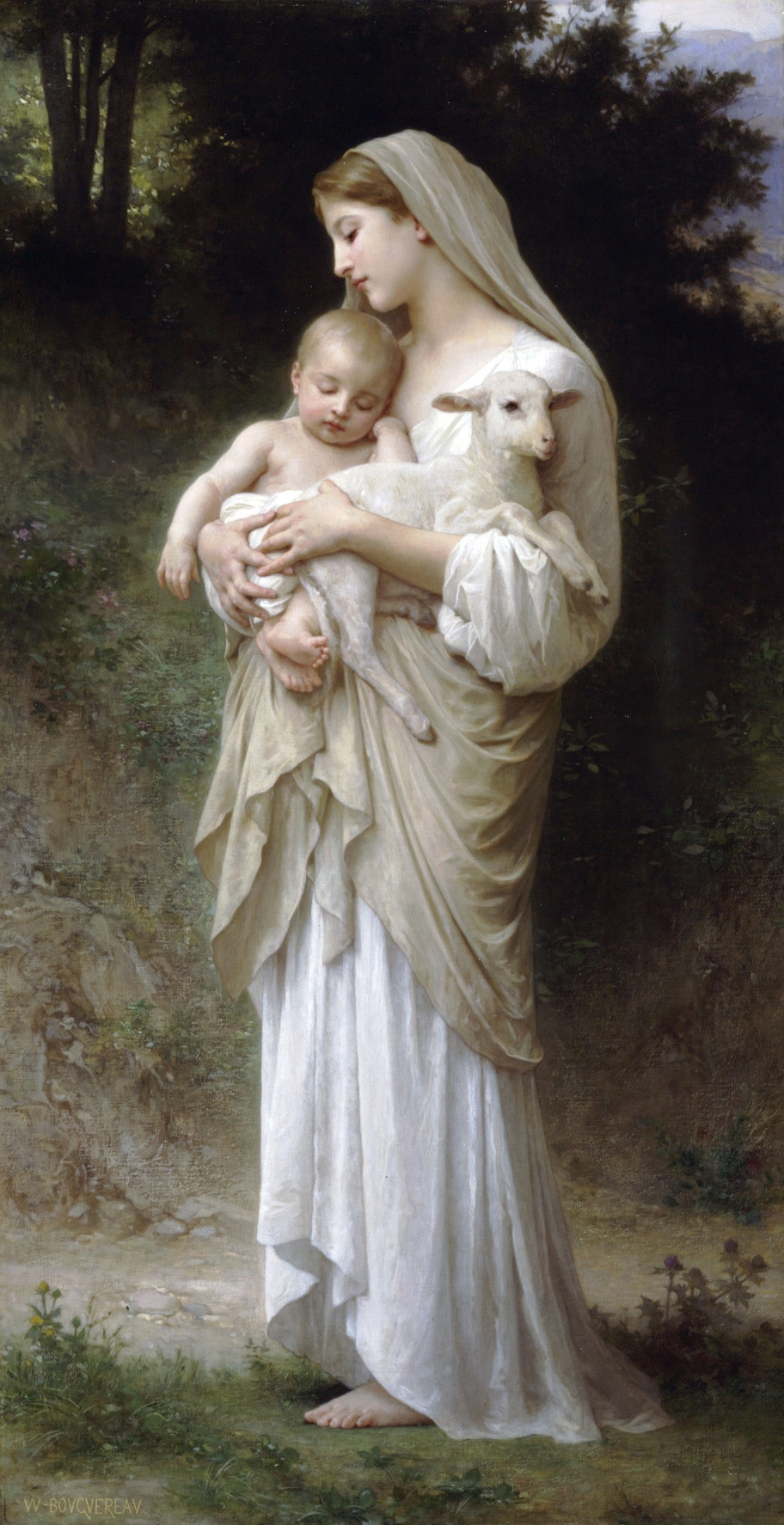
«Невинність» картина маляра Буґюро. Обоє дитина та ягня символізують крихітність та спокійність, як відомо з релігійного мистецтва. Образ матері та дитятка разом несуть таке позитивне тлумачення, що він є кодифікованим китайською літерою 好 гǎо, що означає «добро»

Добро́ — категорія етики, якою позитивно оцінюють певну поведінку, явища чи події. Добро — благо, моральне, правильне, стверджувальне, позитивний початок, корисне, пожиточне. Протистоїть злу — поганому, руйнівному, негативному початку. Добро завжди перемагає зло.
Людській волі є властивим бажання добра, краси або правдивого щастя. Кожна людина гостро відчуває природне бажання добра, яке б зробило її правдиво щасливою. З цього приводу Святий Августин у своїх Сповідях писав: 

| «Наше серце, Господи, є невгамовним до часу, коли воно знайде відпочинок у Тобі» (Книга 1. гол. 1). |
Бажання добра, яке б зробило людину щасливою, не є чисто гіпотетичним бажанням, це вроджена основа в самій людській природі, а природа є постійною і стабільною, знаходиться в усіх людях, в усіх місцях, в усіх часах. Крім того, це бажання належить самій природі волі людини, яка є аперитивним членом, що має універсальне добро за ціль.

## Благаяк добро
- Здоров'я як добро. У час хвороби людина має природне бажання одужати, жадаючи здоров'я як великого добра. Але як тільки людина стає здоровою, вона усвідомлює, що здоров'я само по собі не може принести щастя: людина може бути в досконалому здоров'ї і в той же час переповнена смутком. Бажання тілесного здоров'я властиве і тваринам.
- Насолода від почуттів як добро. Далекі від того, щоб дати нам щастя, при найменшому надуживанні ними вони приносять розчарування та огиду. Бо людський інтелект із його сприйняттям універсального необмеженого добра відразу говорить після отримання тієї чи іншої чуттєвої насолоди, що вона є неправдивою пустотою, нездатною наповнити глибоку пустоту в серці людини, задовольнити її бажання щастя. Бажання цього добра властиве і тваринам.
- Багатство та честь як добро. Багатство завзято пожадається багатьма. Як тільки людина володіє ним, вона відразу усвідомлює, яким поверхневим і минущим є задоволення, яке воно дає, і яким неадекватним і невідповідним є багатство для заповнення пустоти людського серця.
- Влада та слава як добро. Той, хто піднявся на колесі долі, ще недосягнувши вершини, починає спускатися. Він мусить віддати місце іншим і незабаром буде, як зірка, чиє світло згасло.
- Знання наук як добро. Навіть коли знання вірне і безпомилкове, добро знання залишається лише добром інтелекту, а не цілої людини. Проте серце та воля теж мають свої глибокі духовні потреби, і поки вони незадоволені, не може бути правдивого щастя. Це добро невластиве тваринам.
- Піднесена форма дружби як добро. Така дружба, без сумніву, приносить інтенсивну радість, інколи вражаючи найглибше буття людини. Але людина має інтелект, який сприймає універсальне й необмежене добро та незабаром розуміє, що ця піднесена форма дружби є обмеженим добром.

## Добро універсальне
- Добро природне. Природна досконалість, перфекція.

Очевидно, що добро є пов'язаним із волею людини та залежить від якості волі людини. Така інтерпретація представляє зовнішнє добро непостійним і мінливим залежно від того чи іншого бажання людини. Проте в природі є цілком очевидним існування природного та незмінного добра — досконалості та неймовірної перфекції в різних окремих індивідуальних природних органічних істотах та творіннях. До цієї категорії входить і моральне добро людини, її моральна досконалість згідно з універсальною природою. У цьому Тома Аквінський вбачав існування Добра надприродного як джерела добра окремих різноманітних істот, і цим джерелом добра він називає Бога, Добро Необмежене, Нематеріальне і Вічне. Бога теж називають Абсолютним Добром.
У філософії Об’єднання добро визначається як відповідність вселенському принципу «жити заради інших», що виражає об’єктивний факт: усі істоти існують не для власної вигоди, а задля блага цілого й, зрештою, Бога. Відтак універсальним критерієм моральної оцінки виступає спрямованість дій людини: альтруїстичне служіння іншим визнається добром, а егоцентризм — злом. Такий підхід поєднує етику з космологією: оскільки закономірність взаємного «віддавання-приймання» пронизує весь Всесвіт, добро постає не суб’єктивною нормою, а онтологічним імперативом, а отже, порушення принципу альтруїзму неминуче призводить до дисгармонії й «осуду» самого вселенського порядку.

## Добро моральне
Добро моральне стосується лише людини, оскільки поняття моралі для тварин та інших нижчих істот є відсутнім. Лише людина може любити моральне добро. Лише людина розуміє цю природну правду, що необхідно чинити добро й уникати зла. Уява тварини може бути витренувана та постійно вдосконалюватися у своєму порядку, але вона ніколи не зуміє збагнути цю істину.
Усі люди, навіть ті, які сумніваються в існуванні Бога, усвідомлюють, що людина повинна робити добро й уникати зла. Добро слід розрізняти:
- чуттєві блага;
- добро, яке є корисним у зв'язку з якоюсь метою;
- чеснотне, моральне добро (bonum honestum), яке є добром саме по собі, незалежно від насолоди чи користі, яку воно може надати. У цьому сенсі чесноти, такі як терпеливість, відвага, справедливість, є добром. Те, що справедливість є духовним добром, а не чуттєвим, очевидно кожному. Навіть коли це означатиме смерть для нас, ми зобов'язані чинити справедливість, особливо тоді, коли несправедливість є глибокою. Це — досконалість, що належить людині як людині, людині як раціональній істоті, а не як тварині.

Тварина знаходить своє повне задоволення в чуттєвих благах. Вона використовує чуттєве добро інстинктивно, не розуміючи, що значення корисного лежить у меті, для якої воно вживається. Лише людина завдяки міркуванню розуміє, що корисність чи сенс засобів полягає в цілі, до якої вони ведуть.